# Sankt Jacobs kyrka, Lund
Sankt Jacobs kyrka, eller i sin danska namnform Sankt Ibbs kyrka, var en katolsk kyrka i Lund under medeltiden. Den låg i nuvarande kvarteren Gråbröder och Carl Holmberg, och över nuvarande Bytaregatan.
Kyrkan nämns i en skriftlig källa första gången 1303. Den var helgad åt Sankt Jakob den äldre, som sägs vara begravd i Santiago de Compostela i Spanien. Jacob var son till Sebedeus, som var fiskare i Kafarnaum, och var liksom sin bror Johannes en av Jesu lärjungar. 
Sankt Jacobs kyrka hade nära koppling till Sankta Maria och Sankt Peters kloster, åtminstone under senare delen av medeltiden. Klostrets manliga prior tjänstgjorde också som sockenpräst i Sankt Jakobs kyrka.
De första gravarna på kyrkogården runt omkring kyrkan hittades 1909. Kyrkan och kyrkogården undersöktes arkeologiskt 1959, och 1983 gjordes en större arkeologisk undersökning. Kyrkan var ganska liten och det är bara en del av dess kor som har undersökts arkeologiskt. Den var byggd i romansk stil med långhus, kor och troligen en absid.
Ärkebiskopen hade sannolikt patronatsrätten över kyrkan fram till reformationen i Danmark, då den överfördes till Sankta Maria och Sankt Peters kloster. Kyrkan användes också en tid efter reformationen. Kyrkogården slutade användas på 1560-talet, och i samband med det revs kyrkan. Bytaregatans södra del har senare dragits om så att den går rakt över kyrkogården.